# 井伊直中
井伊直中（日语：／ Ii Naonaka，1766年7月17日—1831年7月4日），江戶時代後期的大名。近江彦根藩第13代藩主。井伊直弼的生父。

## 生涯
明和3年（1766年）6月11日、作为第12代藩主・井伊直幸的第七个儿子出生于江戶。天明7年（1787年）7月作为世子的兄长井伊直富夭折之故，9月25日成为世子。寬政元年（1789年）父亲去世，继承家督之位成为第13代藩主、4月22日就任掃部頭之职。
直中施行积极的藩政改革，为重建財政而颁行俭约令，设置町会整备防火制度，实行殖産興業政策，寬政11年（1799年）为努力培养人才而创设藩校稽古館。同时，也实行了治水工程等开拓事業，为祭祀藩祖井伊直政而创建了井伊神社，同时也在佐和山建立了石田群灵碑。
文化9年（1812年）2月3日隱居，将家督之位让与儿子井伊直亮。天保2年（1831年）5月25日在彦根死去。享年66。

## 人物
- 直中擅长弓術、馬術等武艺。特别擅长鐵砲術，凭一己之力兴盛了一貫流。
- 直中的儿子们多数成了别藩的养子，对幕末的政治发挥了极大的影响。

## 经历
- 1766年（明和3年）：出生
- 1789年（寬政元年）：2月26日直幸死去，4月16日就任当主。
- 1812年（文化9年）：2月3日隱居。
- 1831年（天保2年）：5月25日死去，享年66。

## 官位位階
- 1787年（天明7年）：從四位下侍從玄蕃頭
- 1789年（寬政元年）：掃部頭
- 1794年（寬政6年）：少将
- 1796年（寬政8年）：中将